# Lista över byggnader av Friedensreich Hundertwasser
Det här är en lista över byggnader av Friedensreich Hundertwasser. Friedensreich Hundertwasser började arbeta som arkitekt vid 55 års ålder. Hand arkitektur skiljer sig från 1900-talets funktionalism och rationalism genom användningen av bjärta färger, utsmyckningar, undvikande av raka linjer och strävan mot harmoni med naturen.
Hans största arkitekturprojekt var spahotellkomplexet Rogner Bad Blumau i Österrike.
| Bild | Namn                                              | År för påbörjande | År för färdigställande | Plats                  | Land          |
| ---- | ------------------------------------------------- | ----------------- | ---------------------- | ---------------------- | ------------- |
|      | Mierka Getreidesilo                               | 1982              | 1983                   | Krems an der Donau     | Österrike     |
|      | Rupertinum                                        | 1980              | 1985                   | Salzburg               | Österrike     |
|      | Hundertwasserhaus                                 | 1983              | 1985                   | Wien                   | Österrike     |
|      | Hundertwasserbyn                                  | 1990              | 1991                   | Wien                   | Österrike     |
|      | Onkologiska kliniken vid Graz universitetssjukhus | 1991              | 1994                   | Graz                   | Österrike     |
|      | Textilfabriken Rueff und Hausnummern              | 1982              | 1988                   | Zwischenwasser         | Österrike     |
|      | Värmekraftverket Spittelau                        | 1988              | 1992                   | Wien                   | Österrike     |
|      | Kunsthaus Wien                                    | 1989              | 1991                   | Wien                   | Österrike     |
|      | Sankt Barbara-Kirche i Bärnbach                   | 1984              | 1988                   | Bärnbach               | Österrike     |
|      | Dorfmuseum Roiten                                 | 1987              | 1988                   | Rappottenstein         | Österrike     |
|      | Motorvägsrestaurant Bad Fischau-Brunn             | 1989              | 1990                   | Bad Fischau-Brunn      | Österrike     |
|      | Rogner Bad Blumau                                 | 1993              | 1997                   | Bad Blumau             | Österrike     |
|      | Fontän i Zwettl                                   | 1992              | 1994                   | Zwettl                 | Österrike     |
|      | Spiralfontän II                                   | 1996              | 1996                   | Tel Aviv               | Israel        |
|      | Playa de Mogan "El Nido"                          | 1991              |                        | Kanarieöarna           | Spanien       |
|      | Ronald McDonald Kindervallei                      | 2005              | 2007                   | Valkenburg aan de Geul | Nederländerna |
|      | Waldspirale                                       | 1998              | 2000                   | Darmstadt              | Tyskland      |
|      | Hundertwassertornet                               | 2007              | 2010                   | Abensberg              | Tyskland      |
|      | Hundertwasser kindergarten                        | 1988              | 1995                   | Heddernheim            | Tyskland      |
|      | Gröna citadellet i Magdeburg                      | 2004              | 2005                   | Magdeburg              | Tyskland      |
|      | Luther-Melanchthon-Gymnasium                      | 1997              | 1999                   | Wittenberg             | Tyskland      |
|      | Ronald McDonald Haus                              | 2004              | 2005                   | Essen                  | Tyskland      |
|      | Bostadshus Regenturm                              | 1991              | 1994                   | Plochingen             | Tyskland      |
|      | Uelzens järnvägsstation                           | 1999              | 2000                   | Ülzen                  | Tyskland      |
|      | Bostadshus i Wiesen Bad Soden                     | 1990              | 1993                   | Bad Soden              | Tyskland      |
|      | Allmän toalett i Kawakawa                         | 1999              | 1999                   | Kawakawa               | Nya Zeeland   |
|      | Quixote Winery                                    | 1992              | 1999                   | Napa Valley            | USA           |
|      | Markthalle Altenrhein                             | 1998              | 2001                   | Altenrhein             | Schweiz       |
|      | Maishima förbränningscentral                      | 1997              | 2001                   | Osaka                  | Japan         |
|      | Maishima slamverk                                 | 2000              | 2004                   | Osaka                  | Japan         |